# Aigl Pál

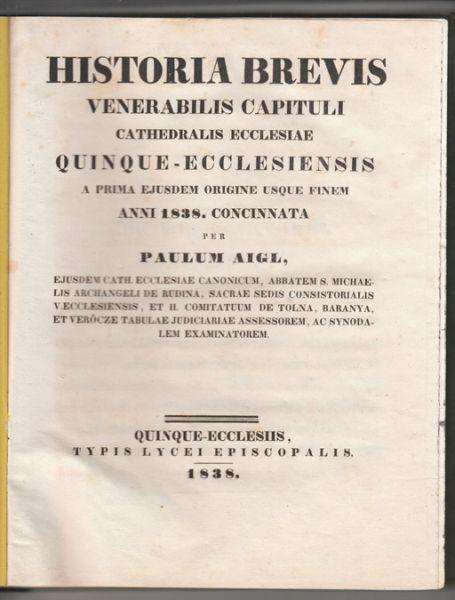
Aigl Pál 1838-as művének belső címlapja

Aigl Pál (Nyomja, 1775. november 10. – Pécs, 1839. december 17.) pécsi kanonok.

## Élete
Atyja németországi származású kapitány volt a Hohenzollern vértes-ezredben. Aigl Pál is a katonai pályára készült, és egy ideig Bécsben a Therezianumban tanult, de a szülőföldje iránti vonzalma visszakényszerítette őt Pécsre, ahol Szányi Ferenc pécsi kanonokban második atyjára talált, és ennek pártfogása alatt végezte el tanulmányait. 1799. március 23-án pappá szentelték, és előbb lúcsi káplán, később püspöki titoknok, majd 1804. augusztus 24-étől himesházi, 1820 végén szekszárdi plébános és alesperes, majd rudnai apát, végül 1833. április 23-ától pécsi kanonok lett. 1838. július 1-jétől haláláig a püspöki líceum aligazgatója volt. 1838-ban Pécsett adták ki a Historia brevis venerabilis capituli oathedralis Quinque-Ecclesiensis, a prima ejusdem origine usque ad finem anni 1838. concinnata című, a pécsi székesegyház történetét a kezdetektől 1838-ig feldolgozó művét.